# NGC 5514
NGC 5514 est une paire de galaxies spirales située dans la constellation du Bouvier. Sa vitesse par rapport au fond diffus cosmologique est de 7 550 ± 21 km/s, ce qui correspond à une distance de Hubble de 111,3 ± 7,8 Mpc (∼363 millions d'al). NGC 5514 a été découverte par l'astronome prussien Heinrich Louis d'Arrest en 1865.
NGC 5514 présente une large raie HI. Elle renferme également des régions d'hydrogène ionisé. NGC 5514 est une galaxie à sursaut de formation d'étoiles. De plus, c'est une galaxie LINER, c'est-à-dire une galaxie dont le noyau présente un spectre d'émission caractérisé par de larges raies d'atomes faiblement ionisés.
La base de données NASA/IPAC considère PGC 50809 comme étant NGC 5514. Les données de l'encadré à droite provenant de ce site sont celles de PGC 50809, sauf peut-être pour le diamètre car aucune valeur du diamètre n'est indiquée pour l'autre galaxie. Quant à la galaxie PGC 93123, sa désignation sur cette base de données est NGC 5514 NED02. Située aux coordonnées 14h 13m 39,38s et 07° 39′ 28,8″, la vitesse de cette galaxie par rapport au fond diffus cosmologique est de 7 803 ± 18 km/s, ce qui correspond à une distance de Hubble de 115,1 ± 8,1 Mpc (∼375 millions d'al).

## Groupe de NGC 5546
NGC 5514 fait partie d'un trio de galaxies, le groupe de NGC 5546, la galaxie la plus brillante des trois. L'autre galaxie du trio est NGC 5549.